# فيكتور مانويل باوتيستا لوبيز
فيكتور مانويل باوتيستا لوبيز (بالإسبانية: Víctor Manuel Bautista López)‏ هو سياسي مكسيكي، ولد في 9 يونيو 1947. حزبياً، نشط في حزب الثورة الديمقراطية. وقد انتخب deputy of the Legislative Power of the State of Mexico ‏ عن دائرة XLI Local Electoral District of México ‏ وقد انضم خلال فترته النيابية ‏ للكتلة البرلمانية حزب الثورة الديمقراطية وانتخب عضو مجلس النواب المكسيك.